# Дзвенигородські дуби
Дзвенигородські дуби — вікові дерева, ботанічна пам'ятка природи місцевого значення в Україні. Зростають біля школи у селі Дзвенигород Чортківського району Тернопільської області. 
У 2010 р. увійшла до складу регіонального ландшафтного парку «Дністровський каньйон».

## Пам'ятка
Оголошено об'єктом природно-заповідного фонду рішенням виконкому Тернопільської обласної ради від 21 грудня 1974 № 554. Перебувають у віданні Урожайнівської сільради.

## Характеристика
Площа — 0,03 га. 
Під охороною — 2 дуби віком 220 і 250 років, діаметром 130 і 133 см, цінні в історичному, науково-пізнавальному та естетичному значеннях.

## Джерело
- Бай І. Дзвенигородські дуби //Тернопільський енциклопедичний словник : у 4 т. / редкол.: Г. Яворський та ін. — Тернопіль : Видавничо-поліграфічний комбінат «Збруч», 2004. — Т. 1 : А — Й. — С. 489. — ISBN 966-528-197-6.